# Batman (1966)
Batman (ook bekend als Batman: The Movie) is een Amerikaanse film uit 1966, gebaseerd op het DC Comics-personage Batman. De film is een spin-off van de destijds populaire Batman-televisieserie.
De hoofdrollen werden vertolkt door dezelfde acteurs als in deze serie. De regie was in handen van Leslie H. Martinson, die ook een paar afleveringen van de serie regisseerde.

## Verhaal
Batman en Robin ontvangen bericht dat Commodore Schmidlapp in gevaar is aan boord van zijn jacht, en lanceren een reddingsmissie met de Batcopter. Bij het jacht aangekomen, vinden ze geen slachtoffer maar moeten wel vechten tegen een explosieve haai. Het duo kan ontkomen en haast zich naar het kantoor van Commissaris Gordon. Daar trekken ze al snel de conclusie dat het bericht een val was, verzonden door vier van hun grootste vijanden: de Joker, de Penguin, Riddler en Catwoman. De vier hebben besloten samen te spannen om het dynamische duo voorgoed uit de weg te ruimen.
Gewapend met een dehydrator, een apparaat dat mensen in stof kan veranderen, een marineduikboot en hun drie handlangers (Bluebeard, Morgan en Quetch), willen deze "fearsome foursome" de wereld overnemen. Catwoman lokt met haar charmes Bruce Wayne in een val, niet wetende dat hij Batman is. De Penguin weet de Batcave binnen te dringen, waardoor de twee helden niet kunnen voorkomen dat de United World Security Council wordt ontvoerd.
Na een achtervolging met de Batboat gebruiken de twee helden een sonisch wapen om de duikboot van de Penguin uit te schakelen. Daarna volgt een groot vuistgevecht. De helden slagen erin de in stof veranderde leden van de World Security Council terug te krijgen. Daarna maakt Batman een filter om de leden weer normaal te maken. Dit proces gaat niet helemaal goed, en de persoonlijkheden van de verschillende leden raken vermengd. De film eindigt met Batman die zijn hoop uitspreekt dat deze vermenging meer goed dan kwaad zal doen.

## Rolverdeling
| Acteur           | Personage                             | Opmerkingen                   |
| ---------------- | ------------------------------------- | ----------------------------- |
| Adam West        | Batman/Bruce Wayne                    |                               |
| Burt Ward        | Robin/Dick Grayson                    |                               |
| Cesar Romero     | Joker                                 |                               |
| Frank Gorshin    | Riddler/Edward Nygma                  |                               |
| Burgess Meredith | Penguin/Oswald Chesterfield Cobblepot |                               |
| Lee Meriwether   | Catwoman/Miss Kitka                   |                               |
| Alan Napier      | Alfred Pennyworth                     |                               |
| Neil Hamilton    | Commissioner Gordon                   |                               |
| Stafford Repp    | Chief O'Hara                          |                               |
| Madge Blake      | Aunt Harriet                          |                               |
| Reginald Denny   | Commodore Schmidlapp                  |                               |
| Milton Frome     | Vice Admiral Fangschleister           |                               |
| Gil Perkins      | Bluebeard                             |                               |
| Dick Crockett    | Morgan                                |                               |
| George Sawaya    | Quetch                                |                               |
| William Dozier   | Desmond Doomsday de verteller         | niet in de aftiteling vermeld |

## Achtergrond

### Geschiedenis
De film werd opgenomen aan het eind van het eerste seizoen van de televisieserie (tussen 25 april en 31 mei 1966), met een budget van ongeveer $1.377.800). Het script van de film werd geschreven door Lorenzo Semple Jr..
De film ging in première in The Paramount Theatre in Austin, Texas op zaterdag 30 juli 1966. Daarmee viel de film precies tussen het eerste en tweede seizoen van de televisieserie.
Net als de serie bevatte de film campy dialogen en special effects, en overdreven acteerwerk. Daarmee was de film in feite een parodie.
De film was redelijk succesvol.

### Voertuigen
Naast de Batmobile gebruikte het Dynamische Duo in de film ook een aantal andere voertuigen:
- De Batcopter, een helikopter.
- De Batcycle, een motorfiets met zijspan.
- De Batboat, een boot.

Van deze drie nieuwe voertuigen werd alleen de Batcycle ook in de televisieserie gebruikt, daar budgetproblemen het onmogelijk maakten de andere twee voertuigen ook te gebruiken.